# Alan Le May
Alan Brown Le May (3 juin 1899 à Indianapolis - 27 avril 1964 à Los Angeles) est un romancier, un réalisateur et un scénariste américain.

## Biographie

### Jeunesse
Son père est enseignant dans une école publique. Son grand-père maternel et son oncle sont tous deux avocats. Alan Le May a d'abord vécu avec ses parents et son oncle chez ses grands-parents à Indianapolis. Il a déménagé avec sa famille, à Aurora, dans l’Illinois dans les années 1910.
Il fréquente ensuite la Stetson University (en) à DeLand, en Floride, en 1916. En 1918, il s'enrôla et fut nommé sous-lieutenant de l'armée américaine. Il obtint son baccalauréat en philosophie en 1922, puis rejoignit la garde nationale de l'Illinois. Il fut promu premier lieutenant d'artillerie de campagne pour la garde nationale de l'Illinois en 1923.
Il a écrit son premier roman, Painted Ponies, en 1927.

### Carrière cinématographique
Alan Le May se retrouve à participer à des films hollywoodiens à partir des années 1940 en tant que scénariste en commençant sa collaboration avec le réalisateur Cecil B. DeMille. Il écrit principalement pour le studio Paramount Pictures dans des films d'aventures, généralement des westerns, genre qu'il affectionnait plus particulièrement.

### Décès
À sa mort à Los Angeles le 27 avril 1964, survenu à l'âge de 64 ans, Alan Le May est inhumé au cimetière national de Fort Rosecrans, situé à Point Loma, dans la banlieue de San Diego en Californie en sa qualité d'ancien militaire et de vétéran de la Première Guerre mondiale (tombe 2376, section Aa).

## Œuvre littéraire

### Romans
- Pelican Coast (1929)
- One Of Us Is A Murderer (1930)
- Winter Range (1932)
- Cattle Kingdom (1933)

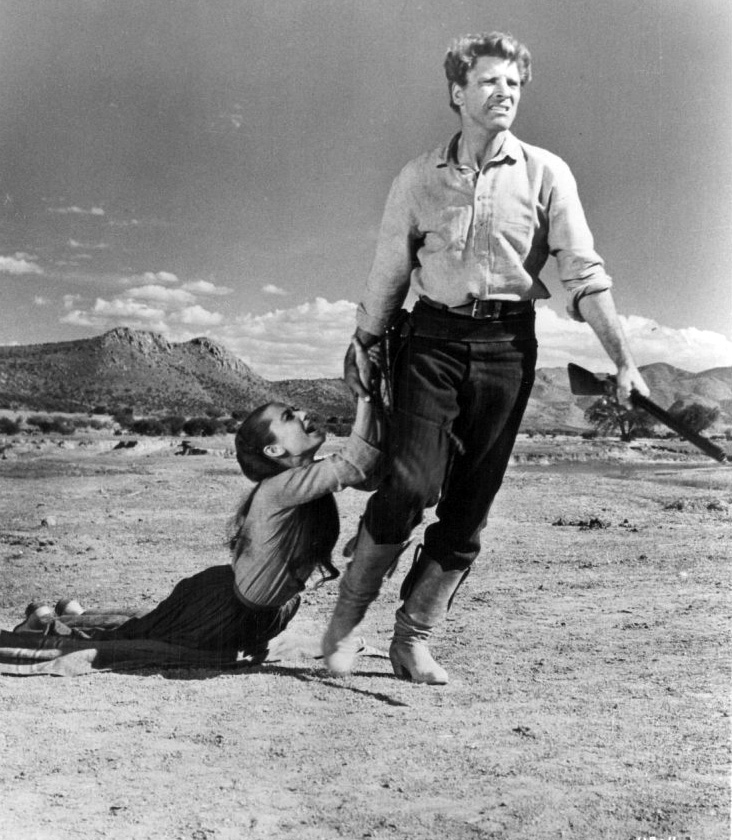
Le roman d'Alan Le May, The Unforgiven, est à l'origine du film du même nom tourné par John Huston en 1960, avec Burt Lancaster et Audrey Hepburn (photo extraite du film).

- Thunder in the Dust (1934) - adapté au cinéma sous le nom de Les Cavaliers du crépuscule (1950), réalisé by George Templeton
- The Smoky Years (1935)
- Empire for a Lady (1937)
- Useless Cowboy (1944) - adapté au cinéma sous le nom de Le Grand Bill (1945), réalisé par Stuart Heisler
- The Searchers (1954) (La Prisonnière du désert en français[4]) - adapté au cinéma sous le nom de La Prisonnière du désert (1956), réalisé par John Ford
- The Unforgiven (1957) (Le vent de la plaine en français[5]) - adapté au cinéma sous le nom de Le Vent de la plaine (1960), réalisé par John Huston
- By Dim and Flaring Lamps (1962)

### Nouvelles
- Le recueil Spanish Crossing (compilé en 1998) contient quatorze nouvelles.
- Le recueil The Bells of San Juan (compilé en 2001) contient douze nouvelles.
- Le recueil West of Nowhere (compilé en 2002) contient treize nouvelles.
- Le recueil Painted Rock (compilé en 2004) contient onze nouvelles.
- Le recueil Tonopah Range: Western Stories (compilé en 2006) contient onze nouvelles.

## Filmographie

### Comme scénariste
- 1940 : Les Tuniques écarlates de Cecil B. DeMille
- 1942 : Les Naufrageurs des mers du Sud (Reap the Wild Wind) de Cecil B. DeMille
- 1944 : L'Odyssée du docteur Wassell de Cecil B. DeMille
- 1944 : Les Aventures de Mark Twain d'Irving Rapper
- 1944 : Trailin' West de George Templeton
- 1945 : San Antonio de David Butler
- 1947 : Wyoming Kid de Raoul Walsh
- 1947 : La Vallée maudite de George Waggner
- 1948 : Le Sang de la terre de George Marshall
- 1949 : Les Aventuriers du désert de John Sturges
- 1950 : Les Cavaliers du crépuscule de  George Templeton
- 1950 : La Vallée du solitaire d'Alan Le May
- 1950 : La Révolte des dieux rouges de William Keighley
- 1951 : Québec (en) de George Templeton
- 1952 : I Dream of Jeanie d'Allan Dwan
- 1952 : Barbe-Noire le pirate de Raoul Walsh
- 1953 : Héros sans gloire d'Allan Dwan
- 1955 : The Vanishing American de Joseph Kane

### Comme réalisateur
- 1950 : La Vallée du solitaire est l'unique film réalisé par Alan Le May[6].